# Maaike Boogaard
Maaike Boogaard (Hoorn, 24 agosto 1998) è una ciclista su strada olandese che corre per il team VolkerWessels Women's Pro Cycling Team.

## Palmarès
- 2016 (Juniores)

Campionati olandesi, Prova a cronometro Junior
- 2022 (UAE Team ADQ, una vittoria)

Omloop van Borsele
- 2024 (AG Insurance - Soudal Team, una vittoria)

Grand Prix International d'Isbergues - Pas de Calais Féminin

## Piazzamenti

### Grandi Giri
- Giro d'Italia

2018: ritirata (2ª tappa)
2019: 84ª
2020: 47ª
- Tour de France

2022: 54ª
2023: 91ª

### Competizioni mondiali
- Campionati del mondo

Richmond 2015 - In linea Junior: 31ª
Doha 2016 - Cronometro Junior: 12ª
Doha 2016 - In linea Junior: 15ª
Bergen 2017 - Cronosquadre: 7ª
Innsbruck 2018 - Cronosquadre: 7ª

### Competizioni europee
- Campionati europei

Tartu 2015 - In linea Junior: 12ª
Plumelec 2016 - Cronometro Junior: 14ª
Plumelec 2016 - In linea Junior: 50ª
Alkmaar 2019 - Cronometro Under-23: 9ª
Alkmaar 2019 - In linea Under-23: 53ª
Plouay 2020 - Cronometro Under-23: 6ª
Plouay 2020 - In linea Under-23: 15ª